# Echinopterys
Echinopterys es un género de plantas con flores con tres especies perteneciente a la familia Malpighiaceae.

## Descripción
Son arbustos o enredaderas, a veces, árboles pequeños con las hojas alternas y opuestas o alternas. La inflorescencia en pedicelos pedunculados con brácteas y bracteolas  eglandulares y persistente. El fruto es seco, indehiscente. 

## Taxonomía
Es originario de México. El género fue descrito por Adrien-Henri de Jussieu  y publicado en Archives du Muséum d'Histoire Naturelle  3: 342, en el año 1843. La especie tipo es Echinopterys lappula A.Juss.
Citología
El número de cromosomas : n = 10 , 20 ( W. Anderson R., 1993)

## Especies
- Echinopterys eglandulosa  	(A.Juss.) Small
- Echinopterys lappula 	A.Juss.
- Echinopterys setosa Brandegee